# Mycket mera scout
"Detta är en skiva gjord av scouter för scouter." – Titel på inledningstext inuti omslaget till skivan
Mycket mera scout är en CD med nya och gamla scoutlåtar. Kom ut i samband med Scout 2001 och är bekostad av KFUK-KFUM:s scoutregion Skåne-Blekinge. Låten Scouter överallt skriven av Olof Samuelsson var lägrets officiella lägerlåt.

## Låtarna
| Nr  | Titel                                                                        | Längd |
| --- | ---------------------------------------------------------------------------- | ----- |
| 1.  | Scouter överallt (Studiomix)                                                 | 4:40  |
| 2.  | Det är min morsa som har packat                                              | 2:42  |
| 3.  | Ge inte upp                                                                  | 2:47  |
| 4.  | Det va bättre förr                                                           | 3:05  |
| 5.  | En riktig vän                                                                | 2:54  |
| 6.  | Scoutmedley (A: Omkring vår eld, B: En kulen natt, C:Väggalus, D: BP-spirit) | 2:28  |
| 7.  | Vindskydd                                                                    | 1:45  |
| 8.  | För att kunna göra upp en liten eld                                          | 2:21  |
| 9.  | Gör nåt                                                                      | 2:35  |
| 10. | Mycket mera mygg                                                             | 1:35  |
| 11. | Vilse                                                                        | 3:12  |
| 12. | Skymning rår                                                                 | 3:05  |
| 13. | Nakenscouten                                                                 | 4:21  |
| 14. | I am a Rover                                                                 | 2:10  |
| 15. | Med banansmak                                                                | 1:57  |
| 16. | Mat i magen                                                                  | 2:01  |
| 17. | Webscout                                                                     | 2:30  |
| 18. | Vi äro svenska scouter                                                       | 1:34  |
| 19. | Scouter överallt (Lägereldsmix)                                              | 4:03  |

## Medverkande
Musiker
- Olof Samuelsson – trummor, elgitarr, akustisk gitarr, hammondorgel, synthesizer, elbas, tvättbräda, tamburin, vevgrammofon
- Ludde Wennström – kontrabas, elbas
- Peter Bohlin – elgitarr, akustisk gitarr, elpiano
- Pär Holmberg - elgitarr på Vilse, datorprogrammering på Webscout, rispaket
- Lars Hansson - trummor på Ge inte upp, koklocka, synth, Hammond
- Lars Reisdal - programmering, alla instrument på Scouter Överallt (studiomixen), Nakenscouten och Vindskydd
- John Söderdahl - akustisk gitarr på Scouter överallt (lägereldsmixen)
- Bibi Samuelson - tamburin och kazoo, körarrangemang på Scouter överallt

Sångare
- Anni Söderdahl
- Elna Söderdahl
- John Söderdahl
- Lisa Frangeur
- Emmy Kjörling
- Elinor Monke
- Pär Holmberg
- Calle Holmberg
- Olof Samuelsson
- Bibi Samuelsson
- My Söderberg
- Mylena
- Malin
- Alina
- Frida
- Rasmus Anderberg
- Tim Anderberg